# 杨志 (南宋)
杨志，字存诚，福建龙溪人，进士出身。
南宋嘉定十四年（1221年）任长溪县县令，任内颇有政绩，离任后，百姓常怀念他。后任广州府通判，卒于任。